# Velký Prštický tunel
Velký Prštický tunel je železniční tunel č. 203 na katastrálních územích Prštice a Radostice na železniční trati Brno – Hrušovany nad Jevišovkou-Šanov v km 138,817–139,139 mezi  zastávkou Radostice a stanicí Silůvky.

## Historie
Provoz na dráze byl zahájen 15. září 1870, kdy tvořila součást hlavní trati c. k. privilegované Rakouské společnosti státní dráhy z Vídně do Brna (Vídeň – Laa an der Thaya – Hrušovany nad Jevišovkou – Střelice – Brno). Na trati se nachází celkem čtyři tunely (Budkovický, Na Réně, Velký Prštický a Malý Prštický).
Všechny tunely byly dokončeny v roce 1870 jako stavebně dvojkolejné, stejně jako na zbytku trati ale byla i v tunelech položena pouze jedna kolej. V sedmdesátých letech 20. století došlo k přestavbě, kdy byla kolej přesunuta přibližně do os tunelů (v tunelu Na Réně v roce 1972).
Při ražbě tunelů byl poprvé v Rakousko-Uhersku místo střelného prachu použit dynamit.
V roce 2013 provedla společnost Minova Bohemia s. r. o. rekonstrukci tunelu.

## Geologie a geomorfologie
Tunel se nachází v geomorfologické oblasti Brněnská vrchovina, celku Bobravská vrchovina s podcelkem Lipovská pahorkatina s okrskem Hlínská vrchovina.
Z geologického hlediska je oblast tvořena biotitickými granodiority.

## Popis
Jednokolejný vrcholový tunel byl původně postaven pro dvě koleje na železniční trati Brno – Hrušovany nad Jevišovkou-Šanov mezi zastávkou Radostice a stanicí Silůvky.
Tunel byl ražen starou rakouskou metodou. Vytěžená hornina byla uložena do náspu před vjezdový (jižní) portál. Trať k tunelu má stoupání 15 ‰ a vede v oboustranném zářezu. Před vjezdovým portálem (v km 138,7) se lomí niveleta trati. První dvě třetiny tunelové trouby vedou koleje v přímé linii se sklonem 12 ‰, zbývající třetina vede v mírném levotočivém oblouku. Na výjezdní portál navazují kamenné zárubní zdi. V tunelu je sedm levobočních záchranných výklenků.
Tunel má 43 tunelových pasů, které mají různou stavební délku, nejkratší má 2,75 m a nejdelší má 12,35 m. Tunel, portálové stěny a zárubní zdi byly vyzděny pískovcovými kvádry. Tloušťka obezdívky se pohybovala od cca 350–600 mm v klenbě, do 350–900 mm v opěrách. Izolace byla provedena v horních partiích tunelu jílovitou těsnicí směsí. Nad portálovými věnci obou portálů, které jsou provedeny z rustikových kvádrů, je vytesán letopočet dokončení tunelu MDCCCLXX.
V roce 2013 byl tunel sanován. V celé délce tunelu byla poškozená obezdívka a docházelo k průsakům vody. V úseku tunelových pasů 3 až 14 (délka 76,07 m) byla provedena oprava nejvíce poškozeného zdiva vestavbou nového ostění s mezilehlou izolací.
Tunel leží v nadmořské výšce 300 m, je dlouhý 322,15 m, vysoký 5,5 m, široký 7,413 m (v patě 6,449 m).